# Xerophyta
Xerophyta là một chi thực vật có hoa trong họ Velloziaceae.